# Торсукова, Екатерина Васильевна
Екатерина Васильевна Торсукова (урождённая Перекусихина; ноябрь 1772 — 15 февраля 1842) — фрейлина русского императорского двора, жена генерал-майора  Ардалиона Александровича Торсукова. Племянница и наследница Марьи Саввишны Перекусихиной, доверенной камер-юнгферы Екатерины II.

## Биография
Екатерина Васильевна Торсукова — дочь сенатора Василия Саввича Перекусихина, происходившего из небогатых и незнатных дворян Рязанской губернии . Кто была её мать — неизвестно, но можно предположить, что В. С. Перекусихин рано овдовел, и воспитанием дочери занималась его сестра, Марья Саввишна, любимая камер-юнгфера и неразлучная наперсница Екатерины II. Благодаря этому Екатерина Васильевна стала известна императрице, которая была её восприемницей при крещении. Девочкой была взята ко двору и пожалована во фрейлины.

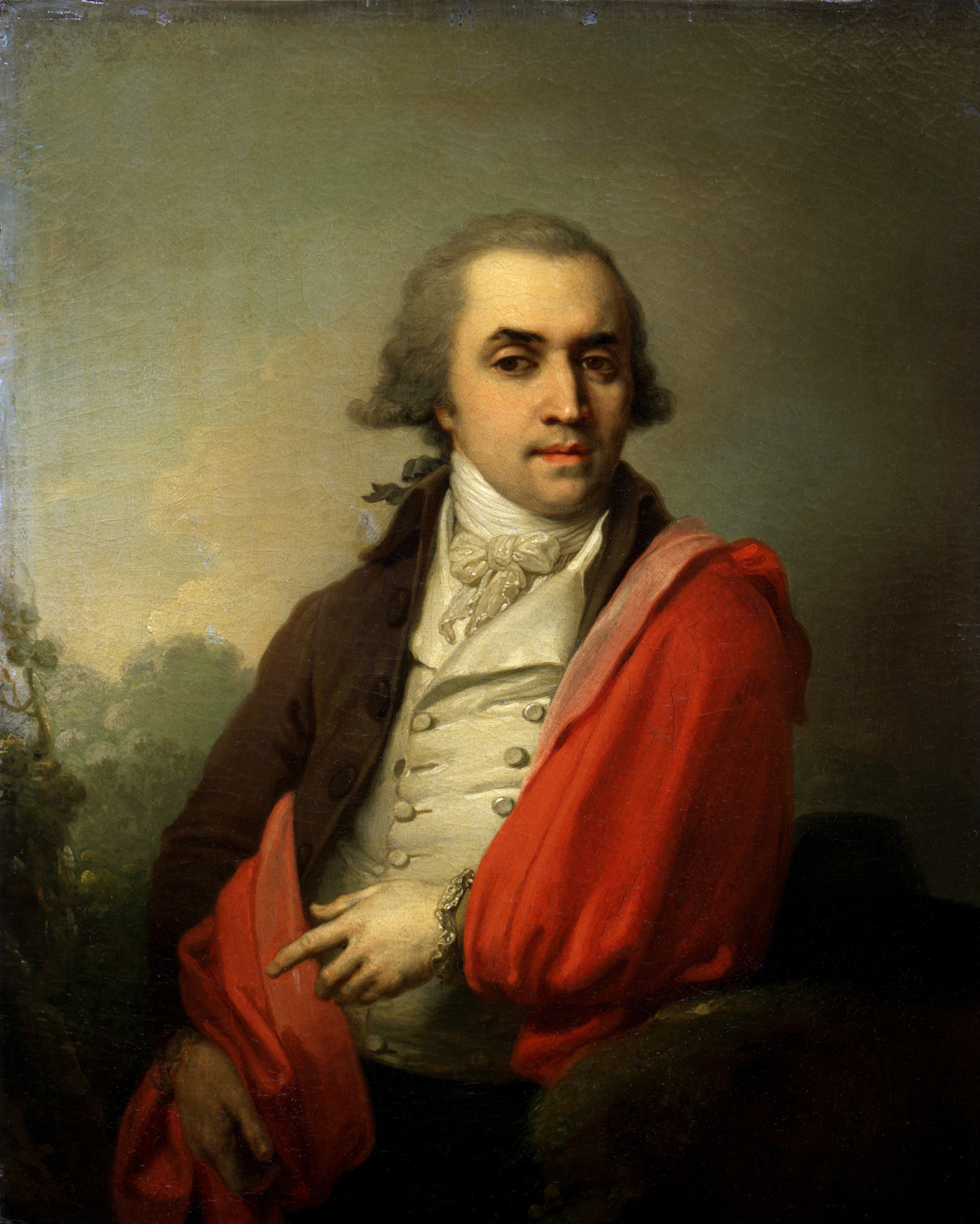
Ардальон Торсуков

### Брак
В конце 1786 года с ведома и одобрения императрицы состоялась свадьба 14-летней Екатерины Васильевны с бригадиром Ардалионом Александровичем Торсуковым (1754—1810). Императрица щедро одарила невесту: она получила фрейлинское приданое.

### Жизнь при дворе
В 1793 году перед свадьбой своего внука, великого князя Александра Павловича, Екатерина II решила немного подготовить его к брачной жизни. Провести практические занятия поручили Екатерине Васильевне Торсуковой Здесь, вероятно, не обошлось без келейных услуг преданной Марии Саввичны, успевшей потом пристроить мужа своей племянницы ко двору молодой великокняжеской четы. А. А. Торсуков был произведен в майоры лейб-гвардии Семёновского полка, получил несколько сотен душ в Волынской губернии и вскоре стал одним из близких лиц при дворе великого князя Александра Павловича. Екатерина Васильевна была причислена к штату «молодого двора», а её муж, Ардалион Александрович, позже был там же обер-гофмейстером.

Несмотря на придворное положение мужа, Екатерина Васильевна не играла никакой заметной роли в царствование Александра I, хотя по характеру своему не чужда была мелких закулисных интриг. По словам Д. Н. Свербеева: 
…Она не походила на свою типичную тетушку и была бы даже в преклонных годах совершенно другого пошиба, если бы Марья Саввишна не сдерживала её постоянно своею житейскою мудростью. В ней прорывались часто выходки её собственного характера, замечательно легкомысленного. Она, вероятно, кой-когда кокетничала, любила посплетничать, увлекаться обольщениями и двора, и знатности. Все, что было в ней нравственного, умеренного и серьезного, все это держалось в ней по чувству преданности к своей благородной, благочестивой тетке.

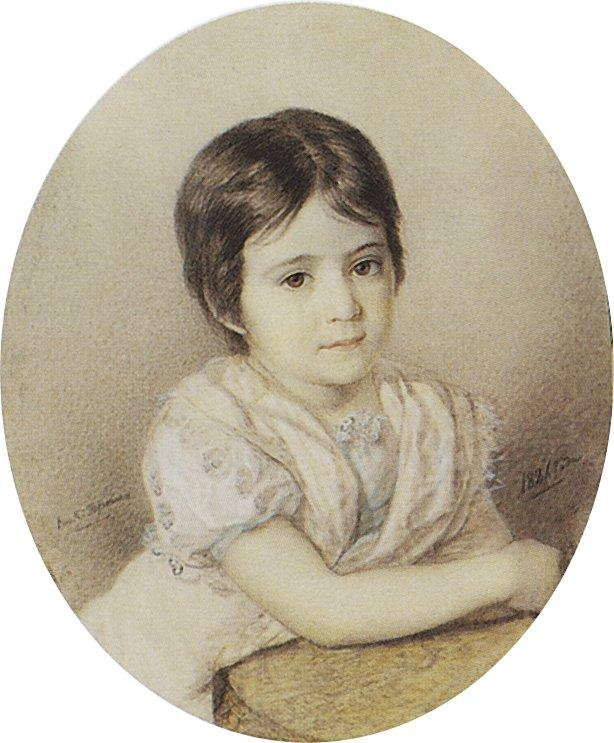
Внучка Мария Кикина
Художник К. П. Брюллов, 1821

В 1810 году Екатерина Васильевна потеряла мужа. Ещё через 15 лет приобрела под Ряжском поместье Алешня, ставшее не только родовым гнездом, но и образцовым для Рязанской губернии сельскохозяйственным предприятием. Овдовев, она жила с единственной своей дочерью Марией Ардалионовной и её мужем Петром Андреевичем Кикиным в доме старушки Перекусихиной на Дворцовой набережной 22/1, оставившей ей после смерти довольно значительное состояние. В 1826 году, когда Кикин вышел в отставку, он поселился в Алешне, где занялся сельским хозяйством.
В 1828 году у Екатерины Васильевны умерла дочь и вся её забота перешла на единственную внучку Марию (1816—1856), которая в 1840 году стала женой светлейшего князя Дмитрия Петровича Волконского (1805—1859), сына П. М. Волконского и Софьи Григорьевны, ур. Волконской, сестры декабриста С. Г. Волконского.

Скончалась Екатерина Васильевна 15 февраля 1842 года. Похоронена на Лазаревском кладбище Александро-Невской лавры, недалеко от М. С. Перекусихиной и в одной ограде с отцом своим, Василием Саввичем, которому она поставила памятник с надписью: 
…Сие плачевное издание от дочери его, Катерины Васильевны, по супружеству Торсуковой.